# ウォーカーヒルホテルアンドリゾート
ウォーカーヒルホテルアンドリゾート（WALKERHILL HOTEL & RESORT）は、大韓民国ソウル特別市にあるカジノを併設するホテル及びその運営会社である。
1963年にソウル特別市に『ウォーカーヒルホテル』として開業し、スターウッド・ホテル&リゾートとの提携によりホテル事業を展開してきたが、2017年1月1日より『ウォーカーヒルホテルアンドリゾート』として独自の運営を開始した。
上記のウォーカーヒルホテルに加え『グランドウォーカーヒルソウル』、『ビスタウォーカーヒルソウル』、そして『ダグラスハウス』を運営している。また、仁川国際空港にトランジットホテルおよびカプセルホテルを運営しており、2018年に開業した仁川国際空港第2ターミナルでは空港ラウンジを運営している。

## 沿革
- 1963年 - ウォーカーヒルホテル開業
- 1973年 - 鮮京グループがウォーカーヒル買収
- 1978年 - シェラトンホテルとのフランチャイズ契約
- 2000年 - ホテルサービス専門アカデミー開設
- 2004年 - アジア初Wホテル開業
- 2009年 - SKネットワークスがウォーカーヒル合併[3]
- 2017年 - 『グランドウォーカーヒルソウル』開業
- 2017年 - 仁川国際空港カプセルホテル『ダラックヒュ』開業
- 2017年 -  独自ブランド『ビスタウォーカーヒルソウル』開業
- 2018年 -  『ダグラスハウス』改装開業

## ホテルブランド

### 現行運営施設一覧

#### グランドウォーカーヒルソウル
以前はシェラトンウォーカーヒルホテルだったがスターウッドとのフランチャイズ契約を終了し2017年1月に『グランドウォーカーヒルソウル』という名で新たに開業した。

#### ビスタウォーカーヒルソウル
以前はWホテルソウルウォーカーヒルだったが、スターウッドとのフランチャイズ契約の終了とともに2017年4月に『ビスタウォーカーヒルソウル』という名で新たに開業した。

#### ダグラスハウス
ホテル開業初期の1964年に建築家の金寿根によって設計されたホテル棟。2018年4月、改装・開業した。

## 受賞実績
2017 国家ブランド大賞 ホテルリゾート部門 第1位
2018 国家ブランド大賞 ホテルリゾート部門 第1位